# Catedral de Sant Constantí i Elena de Bălți
La catedral de Sant Constantí i Elena (en romanès: Catedrala Sfinții Împărați Constantin și Elena) és una catedral de Bălți, Moldàvia.

## Història
La pedra angular fou posada el 24 de setembre de 1924 pel bisbe Visarion Puiu de Hotin amb el futur rei Carol II de Romania, el patriarca Miron de Romania, el patriarca Damià de Jerusalem, el metropolità Pimen Georgescu de Moldàvia i el metropolità Gurie Grosu de Bessarabia. Entre 1923 i 1935, Visarion Puiu va ser bisbe de Khotín i va tenir un escó a Bălți.
La catedral va ser construïda en estil neoromanès. El 2 de juny de 1935 va tenir lloc a Bălți la consagració de la catedral de Sant Constantí i Elena. El patriarca ecumènic Patriarca Photios II de Constantinoble estava representat pel metropolità d'Austràlia Timotheos Evangelinidis. A la cerimònia de consagració també hi van assistir el rei Carol II i el seu fill, futur rei Miquel I de Romania.
L'edifici va sobreviure al dur tractament de l'època soviètica gairebé sense efectes visibles. Va ser utilitzat la major part del temps com a dipòsit i després es va convertir en un museu municipal.

## Galeria

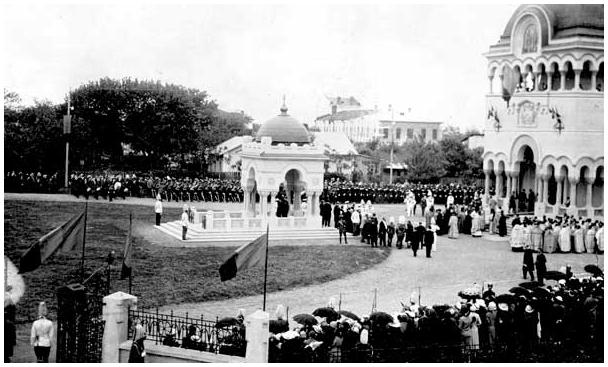
La consagració, 2 de juny de 1935
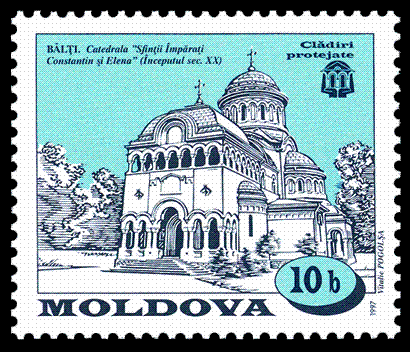
Segell del 1996